# Esparriot
Els esparriots són personatges festius propi del pla del Llobregat, Penedès i Camp de Tarragona. Van vestits de forma estrafolària i llampant, en alguns llocs vestien pells de bé i sempre anaven carregats d'esquelles i de campanes. Acostumen a portar un capgròs o una màscara i obren pas a les processons com a policies. S'encarregaven d'acompanyar, dirigir i organitzar alguns balls i festes de Carnestoltes i de fer ballar els novençans. Objectiu era preservar l'espai màgic on es desenvolupa el ball o entremès. Per complir la missió duien una espasa de fusta (esparriot, se'n deia a les espases velles) fuets o espolsadors i altres tipus d'armes amb un clau a la punta, que utilitzen per colpejar, de manera innòcua, i empaitar tot aquell que 'gosa' posar-se al mig.

## Destacats
Aquesta figura es manté en molts indrets. Actualment, però, més que fer de servei d'ordre, l'esparriot es dedica a escarnir, perseguir i jugar amb el públic. El Pollo de Moià, el Cap de Llúpia de Vic, que porta la companyia de la Vella i del Nen, i que té una gran semblança amb el Berruga de Figueres, i el Cap de Lligamosques d'Olot són els esparriots més reconeguts. Tots ells, juntament amb el Pollo de Moià, han passat de ser personatges secundaris a convertir-se en protagonistes. En el ball del camell de Molins de Rei per Carnestoltes també recuperà la tradició al 1981.